# Самурза
Самурза (рум. Samurza) — село в Тараклийском районе Молдавии. Наряду с сёлами Чалык и Новый Кортен входит в состав коммуны Чалык.

## География
Село расположено на высоте 107 метров над уровнем моря. В 700 м от восточной окраины села находится Тараклийское водохранилище, образованное в русле реки Ялпуг.

## Население
По данным переписи населения 2004 года, в селе Самурза проживает 269 человек (138 мужчин, 131 женщина).
Этнический состав села:
| Национальность | Число жителей | Процентный состав |
| -------------- | ------------- | ----------------- |
| молдаване      | 103           | 38,29             |
| гагаузы        | 85            | 31,6              |
| болгары        | 33            | 12,27             |
| русские        | 28            | 10,41             |
| украинцы       | 11            | 4,09              |
| прочие         | 9             | 3,35              |
| Всего          | 269           | 100%              |